# Penha de França
Penha de França es una freguesia portuguesa del municipio de Lisboa, distrito de Lisboa.

## Etimología
El nombre de proviene de su patrona, la Virgen de la Peña de Francia.

## Historia
Esta freguesia fue creada por decreto de 13 de abril de 1918, con áreas procedentes de las freguesias de Beato, Santa Engracia y São Jorge de Arroios.
Con la reorganización administrativa de Lisboa de 7 de febrero de 1959, su área se redujo, lo que contribuyó a la creación de las freguesias de San Juan y Alto do Pina.
El 8 de noviembre de 2012, en aplicación de una resolución de la Asamblea de la República de Portugal, la freguesia de São João pasó a formar parte de esta freguesia.

## Demografía
| Gráfica de evolución demográfica de Penha de França entre 2011 y 2021 |
|                                                                       |
| Datos según el nomenclátor publicado por el INE portugués.            |